# Marjan Fabjan
iMarjan Fabjan, (* 3. května 1958 v Celji, Jugoslávie) je bývalý jugoslávský a slovinský zápasník–judista. Judu se věnuje od svých 15 let. V letech 1977 až 1994 se pohyboval v jugoslávské a později slovinské seniorské reprezentaci. Na mezinárodní scéně se prosazoval pouze na začátku osmdesátých let. Od roku 1982 byl v pozadí za jugoslávskou jedničkou polostřední váhy Filipem Leščakem. Po skončení sportovní kariéry, v polovině devadesátých let se věnuje trenérské práci. Koncem devadesátých let rozjel v rodném Celji mimořádně úspěšný tréninkový program v judu, který přinesl Slovinsku pět olympijských medailí, z toho dvě zlaté a osm medailí z mistrovství světa.